# Danilo Cavalcante
Danilo Souza Cavalcante (Estreito, 3 de julho de 1989) é um criminoso brasileiro. Teve mandado de prisão expedido contra ele no Tocantins, em 2017, por matar um estudante a tiros. Em razão do crime, fugiu para os Estados Unidos, onde, em agosto 2021, matou a ex-namorada maranhense Deborah Brandão com 38 facadas, delito pelo qual foi condenado à prisão perpétua.
Encarcerado desde então, fugiu da prisão do condado de Chester em 31 agosto de 2023, escalando as paredes. A fuga gerou repercussão e mobilizou a polícia da Pensilvânia, que ofereceu US$ 20 mil por informações sobre o paradeiro dele. Foi capturado numa zona florestal na Pensilvânia, em 13 de setembro de 2023, após 14 dias de fuga.

## Histórico

### Assassinato no Tocantins
Em 5 de novembro de 2017, Danilo matou o estudante Walter Júnior a tiros na cidade de Figueirópolis (TO). As investigações apontaram que eles eram amigos e a execução teria ocorrido em razão de uma dívida de Walter para com ele. Uma semana após o crime, a justiça aceitou um pedido de prisão preventiva realizado pelo Ministério Público, emitindo mandado contra o criminoso. Danilo, por sua vez, tornou-se foragido e viajou para os Estados Unidos em janeiro de 2018. Ainda que tivesse ordem de prisão contra ele, Cavalcante saiu do país através do Aeroporto de Brasília, pois a Justiça do Tocantins ainda não havia solicitado o registro da decisão no Banco Nacional de Mandados, o que só veio a ser realizado sete meses após o crime, em junho de 2018. Em 15 de setembro de 2023, o Tribunal de Justiça do Tocantins (TJ-TO) reabriu o inquérito que poderá condená-lo também no Brasil. O julgamento estará marcado para o dia 11 de outubro de 2023 por ser declarado revel (Onde não há necessidade do comparecimento do réu, segundo o Código de Processo Penal).

### Homicídio contra a ex-namorada nos Estados Unidos
Nos Estados Unidos, passou a se relacionar com Deborah Brandão, também brasileira. De acordo com as investigações, Danilo não aceitava o fim da relação e ameaçava a vítima desde 2020. Em 18 de abril de 2021, Deborah estava na frente de casa com os dois filhos dela, então com 4 e 7 anos, quando Danilo a atacou e desferiu 38 facadas, levando-a a morte. Foi preso logo em seguida ao crime, e depois condenado à prisão perpétua.

### Fuga da prisão
Fugiu da cadeia onde estava encarcerado, na cidade de Chester, Pensilvânia, em 31 de agosto de 2023, escalando paredes. O tenente-coronel George Bivens, da região do condado de Chester, disse em 8 de setembro que havia quatrocentos agentes locais, estaduais e federais procurando por Cavalcante em um trecho florestal em Kennett Square, na Pensilvânia. Segundo a polícia, o brasileiro tem experiência em se esconder no mato, uma vez que o usou como esconderijo quando cometeu homicídio em 2017 no Brasil.
Em 11 de setembro, foi colocado na lista vermelha da Interpol. As autoridades norte-americanas ofereceram recompensa de 20 mil dólares por informações sobre o paradeiro de Danilo.

#### Captura
Na manhã de 13 de setembro de 2023, pouco depois das 8 da manhã, as autoridades locais anunciaram que Danilo havia sido detido. Ele foi capturado em uma área florestal em South Coventry, a cerca de 40km da Prisão do Condado de Chester. De acordo com os moradores locais, o fugitivo foi identificado porque um homem o avistou em um campo e ligou para a polícia. Um alarme contra invasão também soou por volta da meia-noite antes da captura, motivando as forças de segurança a sobrevoarem área com um avião equipado com tecnologia de sensores de calor. Um homem que reside na região da apreensão também notou que as botas de trabalho que ele usava para cortar a grama haviam desaparecido da varanda.

Dadas as evidências, um cão farejador pertencente à Patrulha de Fronteira dos EUA da unidade de El Paso, Texas, foi enviado. Quando foi encontrado, Danilo tentou rastejar sob um monte de troncos na parte de trás de uma loja Deere & Company. A mídia repercutiu que Cavalcante sofreu um ferimento leve no couro cabeludo, motivo por que o Corpo de Bombeiros e o Serviço de Emergência Médica foram acionados e chegaram ao local para realizar uma avaliação acerca do estado físico dele. Após a captura, Danilo foi entrevistado e passou por uma audiência. A custódia do fugitivo foi assumida pelo Departamento de Administração Penitenciária da Pensilvânia, que foi encaminhado para a Instituição Correcional Estadual de Skippack Township, no Condado de Montgomery, como prisioneiro nº QP8931.